# Gärdesgölen (Sillhövda socken, Blekinge)
Gärdesgölen är en sjö i Karlskrona kommun i Blekinge och ingår i Nättrabyåns huvudavrinningsområde.